# Daniel Jacobson

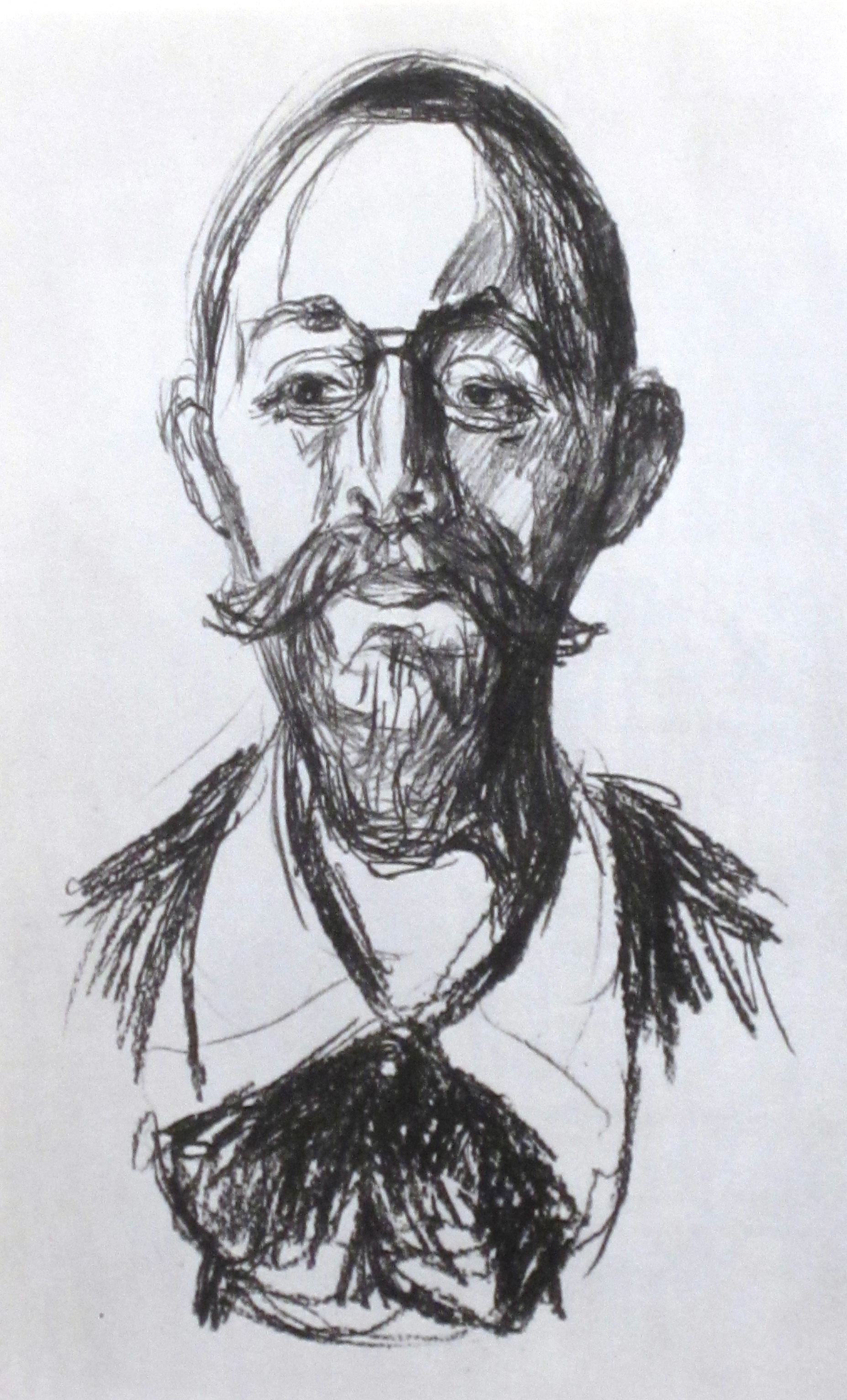
Edvard Munch: Daniel Jacobson (1908)

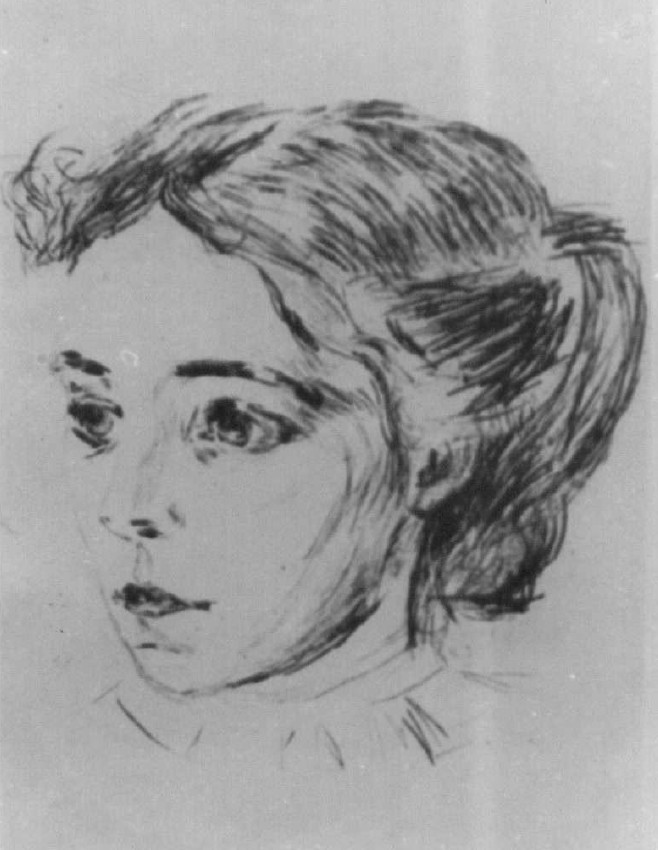
Edvard Munch: Die Krankenpflegerin (1908): Jocobsons Assistentin Sigrid Asta Schacke Andersen (1886–1964), die an der Behandlung Munchs beteiligt war.

Daniel Jacobson (geboren 1861; gestorben 1939) war ein dänischer Psychiater und Nervenarzt. Er war der Chefarzt der psychiatrischen Abteilung des Frederiksberg Hospital in Kopenhagen und wurde durch sein Auftreten zu einem der populärsten Therapeuten Skandinaviens.

## Edvard Munch als Patient

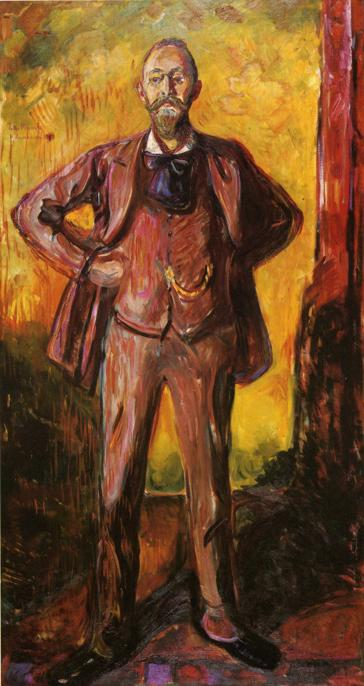
Edvard Munch: Professor Daniel Jacobson

Zu den Patienten von Daniel Jacobson gehörten insbesondere eine Reihe von skandinavischen Künstlern. Besonders bekannt wurde er als Therapeut des norwegischen Malers Edvard Munch, der von 1908 bis 1909 in seiner Klinik behandelt wurde. Jacobson diagnostizierte starke manisch-depressive Störungen bei dem bekannten Künstler, die er auf einen übermäßigen Alkoholgenuss (Alkoholismus) zurückführte. Zu der Behandlung gehörten neben Herzmassagen und Kiefernnadelbädern auch eine leichte elektrische Stimulation des Gehirns. Nach der Behandlung änderte sich das Sujet des Künstlers. Er malte keine Sterbenden, Leichen und Gebrechen mehr, sondern stattdessen Szenen des Lebens wie friedliche Landschaften, Bauern oder Fischer.
Munch malte während seines Aufenthaltes drei Porträts des Arztes, außerdem eine Zeichnung der Elektrobehandlung, auf der Jacobson und seine Assistentin Sigrid Schacke abgebildet wurden. Sigrid Schacke wurde zudem in der Zeichnung Die Krankenpflegerin porträtiert.